# 千寿七福神
千寿七福神（せんじゅしちふくじん）とは東京都足立区千住の七ヶ所に祀られている七福神の巡礼札所。

## 概要
1993年（平成5年）、地元の商店街などによって千寿七福神が設定された
。
2006年（平成18年）、七福神の内、布袋尊、寿老人、福禄寿、毘沙門天の場所が変更された。

## 千寿七福神の一覧
| 神       | 神社               | 画像 | 所在地                      | 座標                                   |
| -------- | ------------------ | ---- | --------------------------- | -------------------------------------- |
| 大黒天   | 千住本氷川神社     |      | 東京都足立区千住3-22        | 北緯35度45分9.2秒 東経139度48分8.1秒   |
| 布袋尊   | 大川町氷川神社     |      | 東京都足立区千住大川町12-3  | 北緯35度45分25.9秒 東経139度47分56.9秒 |
| 寿老人   | 元宿神社           |      | 東京都足立区千住元町33-4    | 北緯35度45分21.7秒 東経139度47分30.2秒 |
| えびす神 | 千住神社           |      | 東京都足立区千住宮元町24-1  | 北緯35度44分50.7秒 東経139度47分46.4秒 |
| 毘沙門天 | 八幡神社           |      | 東京都足立区千住宮元町3-8   | 北緯35度44分44.4秒 東経139度47分51.9秒 |
| 福禄寿   | 千住河原町稲荷神社 |      | 東京都足立区千住河原町10-13 | 北緯35度44分37.3秒 東経139度47分52.4秒 |
| 弁才天   | 仲町氷川神社       |      | 東京都足立区千住仲町48-2    | 北緯35度44分38.6秒 東経139度48分7.6秒  |

## 千住本氷川神社
- 所在地：東京都足立区千住3-22
- 対象の神様：大黒天
- 福徳：招福

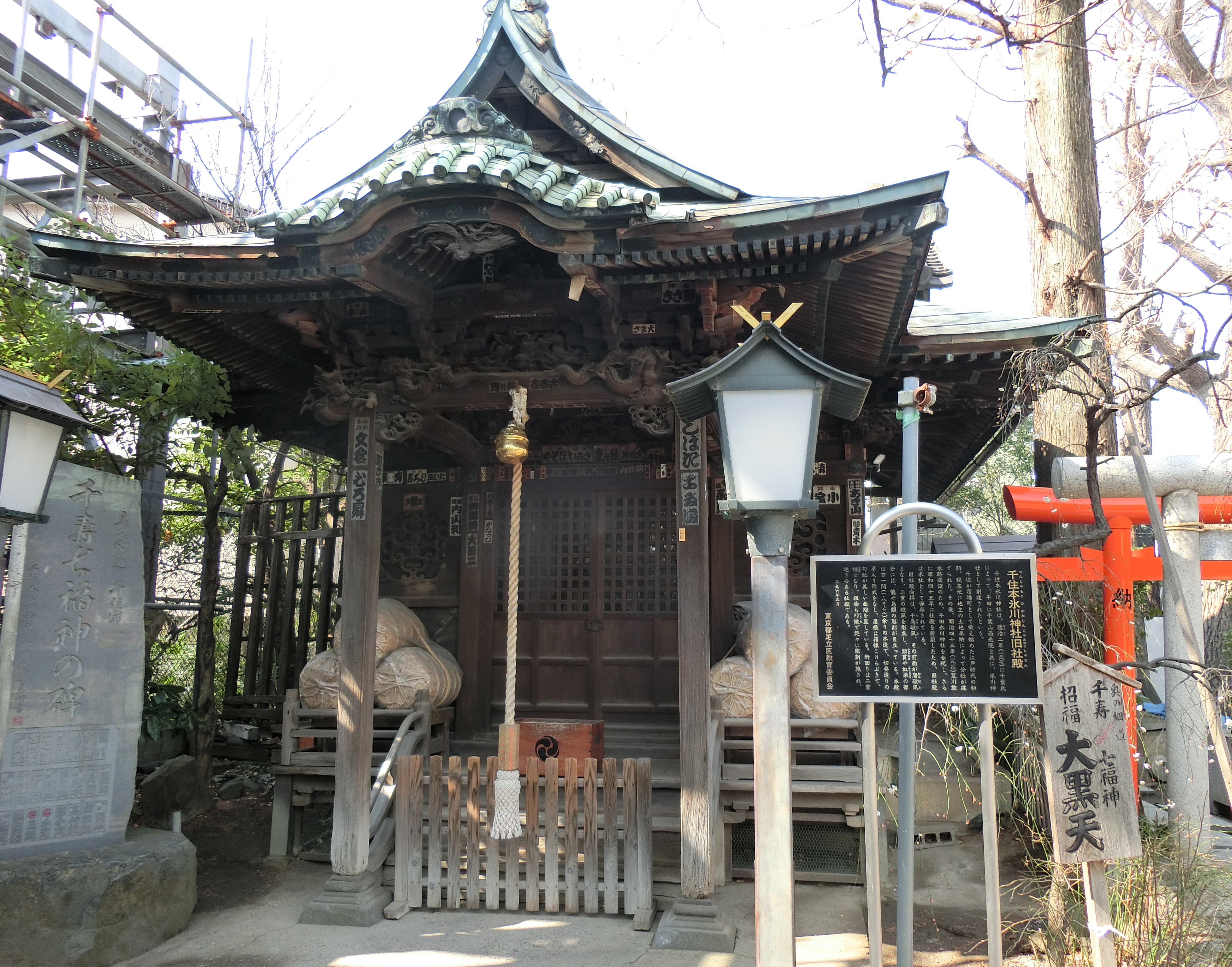
千住本氷川神社旧社殿

- アクセス：北千住駅（JR常磐線、東京メトロ日比谷線・千代田線、東武伊勢崎線、つくばエクスプレス線）から徒歩5分

1307年(徳治2年）に千葉氏が牛田に建立し、1910年（明治43年）の荒川放水路建設の際に牛田氷川神社を合祀した。祭祀は素盞嗚尊（すさのおのみこと）。1970年（昭和45年）に社殿が新築され、旧社殿は足立区の文化財として登録されている。

## 大川町氷川神社
- 所在地：東京都足立区千住大川町12-3
- 対象の神様：布袋尊
- 福徳：子育て、子供の健康・幸福

大川町氷川神社　布袋像

- アクセス　北千住駅西口からコミュニティバスはるかぜ乗車。千住大川町下車徒歩1分[6]

1293年（永仁元年）創建。境内には、布袋像の他、現存する中では都内最古で大川富士と呼ばれる富士塚と紙すきの碑がある。

## 元宿神社
- 所在地：東京都足立区千住元町33-4[10]
- 対象の神様：寿老人
- 福徳：ボケ防止
- アクセス　各線北千住駅からバス小台・宮城循環乗車。桜木町下車徒歩4分

1573年（天正元年）創建。寿老人像が祀られており、ボケ防止のご利益がある。
境内には感旧碑という石碑がある。これは、荒川放水路工事のため立ち退かざるを得なかった鈴木氏の悲しみを記したものである。

## 千住神社
- 所在地：東京都足立区千住宮元町24-1
- 対象の神様：千寿七福神の恵比寿天
- 御祭神：須佐之男命、宇迦之御魂命
- 福徳：五穀豊穣と商売繁盛、破邪顕正と幸福
- アクセス：各線北千住駅より徒歩20分、京成本線千住大橋駅より徒歩10分、都バス大師道下車徒歩1分

旧千住町の総鎮守は、926年(延長4年)　千住の集落に形成され、伏見稲荷から分霊を勧請。稲荷神社を創立。1051年(永承6年) 源義家が奥州征伐の際二ツ森神社(現 千住神社)に陣営し戦勝祈願。1279年(弘安2年) に一の宮氷川神社の分霊を勧請し、氷川神社を創立。

## 八幡神社
- 所在地：東京都足立区千住宮元町13-8
- 対象の神様：毘沙門天
- 福徳：武運長久・勝運、厄災除け

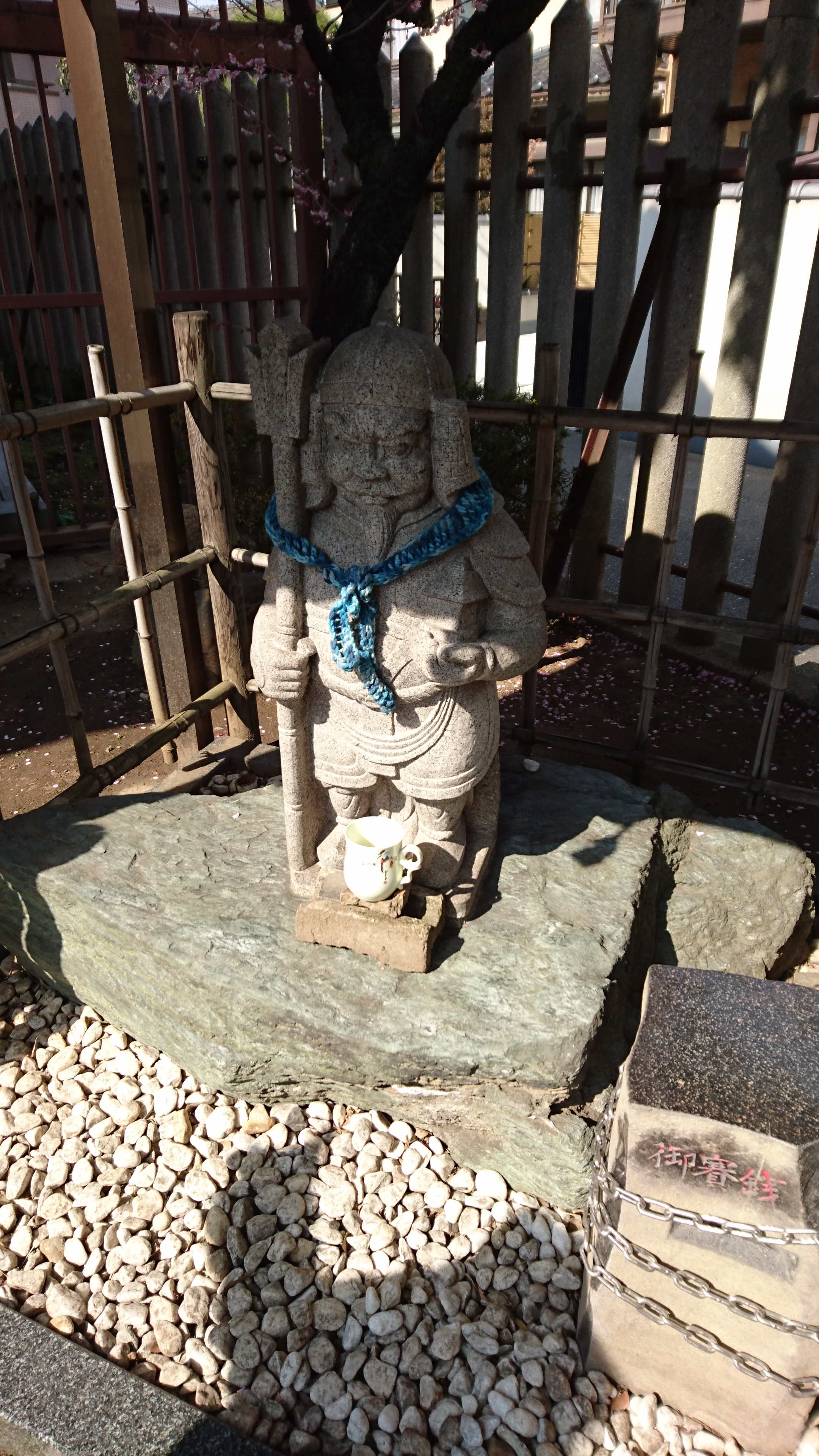
八幡宮の毘沙門天

- アクセス：北千住駅西口より徒歩で15分ほど。国道4号線、日光街道沿いにある。

1908年、現在地に白旗八幡宮の社殿を建て、氷川神社本社と縁故の深い神を祀った神社として信仰されている。観請の時期は不明だが、足立区各地に残る源頼義、義家の奥州討伐の伝説が残っている。白旗八幡宮の由来は、源義家が裸川の渡し場に白幡を立て戦勝祈願をし祀られることになったことが由来とされている。　

## 千住河原町稲荷神社
- 所在地：東京都足立区千住河原町10-13
- 対象の神様：千寿七福神の福禄寿
- 御祭神：倉稲魂命
- 福徳：やっちゃ場千住青物市場の安全祈願と商売繁盛
- アクセス：京成本線千住大橋駅より徒歩5分

稲荷神社、氷川神社、熊野神社の順に関東地方では「稲荷」と名のつく神社が多いとされている。
古くからやっちゃ場（青物市場）の守り神として崇敬されてきた。境内には、1906年（明治39年）建設の「千住青物市場創立330年祭記念碑」が建っている。やっちゃ場（青物市場）は千住市場・神田市場・駒込市場が江戸の三大市場であった。その他、巨大な狛犬2体（足立区内最大）と稲荷會舘がある。また、本堂の神楽殿裏手に神輿庫があり、宮神輿や町会神輿が収められている。拝殿前には天水槽。本神社の鳥居・神輿・狛犬・天水槽はやっちゃ場の隆盛と親交の文化を現在に伝えている貴重な遺構である。
なお、やっちゃ場（青物市場）は、投師（なげし）と呼ばれる農作物を都心の市場へ転売する人たちが、他の朝市に間に合うように運ぶために午前3時に市が開かれていたと言われている。

## 仲町氷川神社
- 所在地：東京都足立区千住仲町48-2
- 御祭神：須佐之男命
- 対象の神様：弁財天
- 福徳：音楽、弁舌、知恵、財福など[1][17]
- アクセス：各線北千住駅徒歩15分

創建については未詳である。現在鎮座する位置より南東（牛田寄り）の元宮というところにあったというが、荒廃していた。1598年（慶長3年）になって、石出掃部亮吉胤という人物が一帯の開拓を始めた。1616年（元和2年）、荒川の水防堤（掃部堤）を築く際、社が堤の位置にかかったため現在の地に遷宮した。その際に社殿を新築し、武蔵国一の宮氷川神社の分霊を請けて一帯の鎮守とした。
境内にある弁財天供養庚申塔は、1689年（元禄2年）造立のものである。弁財天は音楽、弁舌、知恵、財福などの利益があるとされているが、この庚申塔がどのような経緯を経て建立されたのかは不明である。通常の庚申塔は本尊として青面金剛童子を祀るが、この神社にある庚申塔のように弁財天を祀る庚申塔は現時点で東京都内でただ1基のみとされる。この庚申塔はかつて境内にあった池の中州に祀られていたが、1957年（昭和32年）の拝殿屋根葺替や境内整備の際に現在の地に遷座した。　

## 関連事項
- 北千住